# Eutomis minceus
Eutomis minceus là một loài bướm đêm thuộc phân họ Arctiinae, họ Erebidae.